# Consum ostentativ

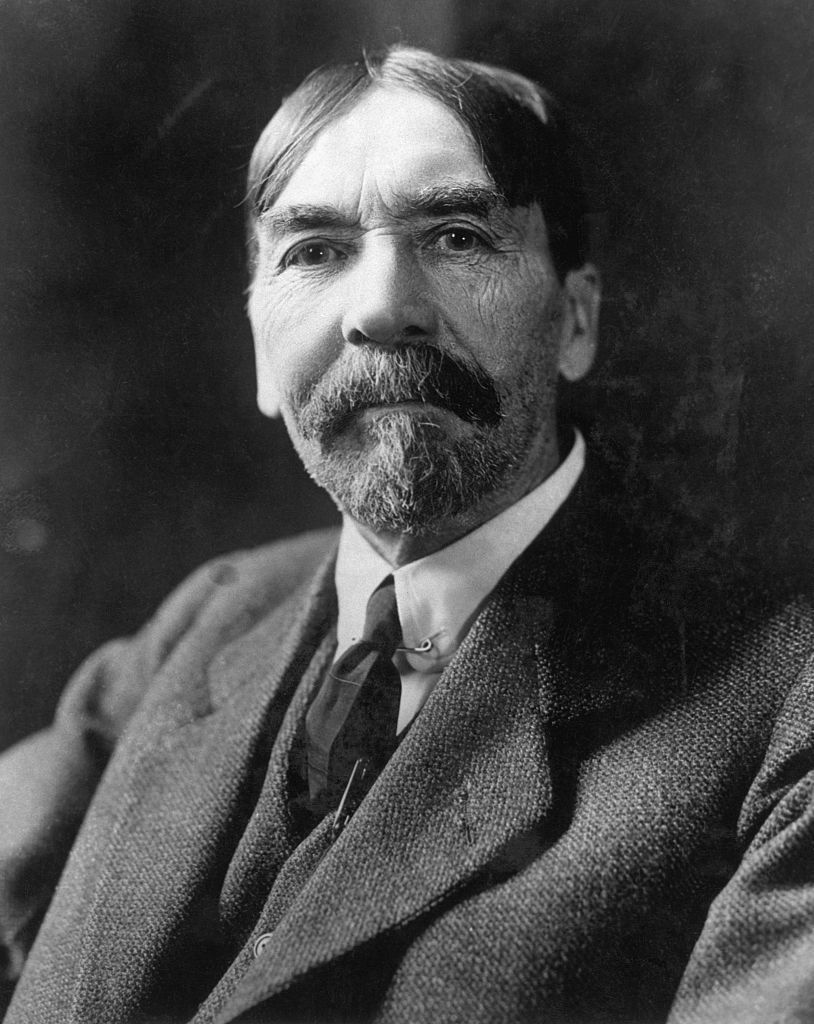
Sociologul și economistul Thorstein Veblen a utilizat pentru prima dată termenul de consum ostentativ (în engleză conspicuous consumption), fiind co-fondatorul mișcării numite institutional economics.

Prin consum ostentativ sau consum discreționar, provenit din expresia din limba engleză, conspicuous consumption, se înțelege cheltuirea de bani pentru achiziționarea de bunuri și servicii de lux în scopul afișării publice a bunăstării cumpărătorului acelor bunuri de lux.
Sociologic, pentru  consumatorul ostentativ, o astfel de afișare publică a sumelor de bani aflate discreționar la îndemâna sa denotă apartenența consumatorului la o anumită poziție socială. Mai departe, prin consum de invidie, conform termenului originar invidious consumption, care descrie un termen sociologic mai îngust specializat, se înțelege consumul ostentiv deliberat de bunuri și servicii menit să epateze prin provocarea sentimentului de invidie ca o modalitate de relevare a statutului superior social-economic al consumatorului.

## Istoric

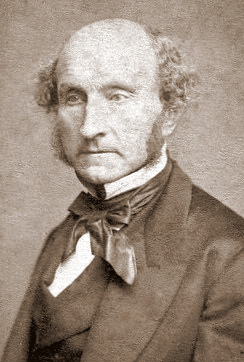
În secolul al 19-lea, filozoful englez John Stuart Mill recomanda taxarea practicării consumului discreționar.

La sfârșitul secolului al 19-lea, economistul și sociologul Thorstein Veblen (1857 – 1929), a introdus termenul de "consum discreționar" în cartea sa "Teoria clasei fără griji" (conform, The Theory of the Leisure Class: An Economic Study in the Evolution of Institutions, 1899), pentru a descrie caracteristicile comportamentale ale noilor înbogățiți (nouveau riche ori new rich), o clasă socială care apăruse ca rezultat al acumulării de capital de timpul celei de-a doua revoluții industriale (circa 1860 – 1914).  În acel context social și istoric, termenul de "consum discreționar/ostentativ" (conform originalului “conspicuous consumption”) a fost utilizat marginal pentru a descrie familiile bogate, respectiv bărbații și femeile bogați, care au folosit starea lor materială pentru a face o manifestare publică arogantă a puterii lor, a puterii lor de cumpărare și a statutului lor social, real sau perceput.
Cei mai mulți dintre americani avuți au ales în schimb, de cele mai multe ori, o modalitate pragmatică de a trăi simplu și eficient, practicând un standard de viață mai degrabă modest, în ciuda disponibilității lor potențiale de a practica consumul ostentativ. 